# Łuchowicy (stacja kolejowa)
Łuchowicy (ros. Луховицы) – węzłowa stacja kolejowa w miejscowości Łuchowicy, w rejonie łuchowickim, w obwodzie moskiewskim, w Rosji. Węzeł linii Moskwa – Riazań ze ślepą linią do Zarajska.

## Historia
Stacja powstała w XIX w. pomiędzy stacjami Szczurowo i Podlipki.